# جيريت سوليفيلد
جيريت سوليفيلد (بالهولندية: Gerrit Solleveld)‏ مواليد 8 يونيو 1961 في هولندا، هو دراج هولندي سابق في صنف سباق الدراجات على الطريق.

## سجل النتائج

### سباقات أو مراحل فاز بها
- طواف فرنسا
- بطولة العالم لسباق الدراجات على الطريق

## وصلات خارجية
- الموقع الرسمي

## روابط خارجية
- جيريت سوليفيلد على موقع أرشيف الدراجات (الإنجليزية)
- جيريت سوليفيلد على موقع إحصائيات الدراجات الإحترافية (الإنجليزية)
- جيريت سوليفيلد على موقع CycleBase (الإنجليزية)